# Walter Christaller
Walter Christaller (Berneck kraj Calwa, 21. travnja 1893. – Königstein im Taunus, 9. ožujka 1969.), njemački zemljopisac čiji je najveći doprinos teorija centralnog mjesta prvi put objavljena 1933. godine. Ova korjenita teorija bila je osnova za proučavanje gradova kao sustava gradova radije nego kao jednostavnih hijerarhija ili pojedinačnih entiteta.

## Život
Prije 1914. godine Christaller je započeo studirati filozofiju i političku ekonomiju no ubrzo je pozvan u vojsku. Kasnije tijekom dvadesetih bavio se raznim poslovima. Godine 1929. završio je diplomski studij koji je 1933. godine doveo do njegove slavne disertacije o teoriji centralnog mjesta.
Na kraju 1930-ih obavljao je kratkotrajnu akademsku službu, a zatim se 1940. godine pridružio Nacističkoj stranci. Tijekom Drugog svjetskog rata zaposlio se u vladinoj službi u Himmlerovom SS-ovom uredu za planiranje i tlo. Christallerova zadaća bilo je crtanje planova za rekonfiguriranje ekonomske geografije njemačkih istočnih osvojenih područja ("Generalni plan za Istok") – prvenstveno Čehoslovačke i Poljske, a ako bude moguće i same SSSR-a . Christaller je dobio posebnu ulogu u planiranju okupirane Poljske, te je on to učinio primjenjujući svoju teoriju centralnog mjesta kao eksplicitni vodič.
Nakon rata pristupio je Komunističkoj partiji i postao je politički aktivan. Štoviše, posvetio se geografiji turizma. Od 1950. nadalje njegova teorija centralnog mjesta koristila se za restrukturiranje municipalnih odnosa i granica u Saveznoj Republici Njemačkoj te je ovaj sustav do danas ondje ostao u primjeni.

## Više informacija
- Popis geografa